# Comuna Ivanivka, Cernihiv
Ivanivka (în ucraineană Іванівка) este o comună în raionul Cernihiv, regiunea Cernihiv, Ucraina, formată din satele Iahidne, Ivanivka (reședința) și Kolîcivka.

## Demografie
Componența lingvistică a comunei Ivanivka
     Ucraineană (96,84%)
     Rusă (2,78%)
     Alte limbi (0,33%)
Conform recensământului din 2001, majoritatea populației comunei Ivanivka era vorbitoare de ucraineană (96,84%), existând în minoritate și vorbitori de rusă (2,78%).